# 贵州盛华职业学院
贵州盛华职业学院是经贵州省人民政府批准，中华人民共和国教育部备案成立的综合性全日制普通高等民办职业技术学院，位于贵州省黔南布依族苗族自治州惠水县。是由台湾企业家王雪紅、陳文琦夫妇捐资创办的一所非营利性公益慈善大学

## 学校历史
- 2011年，贵州盛华职业学院成立；
- 2012年，经贵州省人民政府批准，国家教育部备成为全日制普通高等学院。

## 学校地址
- 贵州省黔南州惠水县百鸟河风景区

## 设置专业
- 互联网营销学院：市场营销、电子商务、多媒体设计与制作、营销与策划、计算机多媒体技术5个专业
- 酒店管理学院：酒店管理、涉外旅游、会展策划与管理3个专业
- 计算机应用学院：计算机应用技术、应用电子技术、电子信息技术与产品营销3个专业
- 多彩贵州茶学院：茶叶生产加工技术、表演艺术2个专业
- 光明天使学院：英语教育1个专业
- 民族文化传承学院：旅游工艺品设计与制作1个专业
- 外国语学院：学前英语、商务英语2个专业
- 商学院：会计、会计电算化、财务管理3个专业

## 著名校友
- 吴花燕